# Powder Burns
Powder Burns — четвёртый студийный альбом американской рок-группы The Twilight Singers, выпущен One Little Indian Records в 2006 году.

## Создание
Twilight Singers начали работу над Powder Burns в Новом Орлеане незадолго до того, как на город обрушился разрушительный ураган Катрина. «Мы говорили о том, следует ли нам вернуться туда после урагана, и стало совершенно очевидно, что, даже несмотря на препятствия, мы должны закончить альбом там, где начали. Новый Орлеаен близок и дорог мне, и покинуть друга в тот час, когда он нуждается в помощи, было бы бессовестно» — поведал британской газете The Independent основатель коллектива Грег Дулли. Музыкант был шокирован катастрофическим состоянием города: «Очутившись там, я увидел апокалиптический, сюрреалистичный Новый Орлеан, он был как сумеречная зона. Улицы пустовали, деревья тонули, животные умирали на земле, а все птицы улетели, потому что там не было еды» — рассказал он австралийской газете The Sydney Morning Herald.
С 11 часов вечера в городе ограничивалось энергоснабжение и начинался комендантский час. Для приведения в действие звукозаписывающего оборудования группа использовала электрогенераторы; тексты песен Дулли писал при свечах. Центральной темой его лирики, наряду с плачевным состоянием Нового Орлеана, стала борьба с наркозависимостью и тягой к саморазрушению. «Думаю, под влиянием моих пагубных привычек и того, что я увидел в Новом Орлеане, я начал проводить параллели между саморазрушением и естественной гибелью»; «Powder Burns рассказывается с точки зрения третьего дня четырёхдневного запоя» — пояснял Грег Дулли в своих немногочисленных интервью.

## Критика
«Говорят, что в судебной экспертизе пороховые ожоги (англ. powder burns) анализируются для определения расстояния между жертвой и оружием, убившим её. На четвёртой пластинке Twilight Singers они рассеяны по всему месту преступления и от начала до конца разыгрываются в атмосфере классического нуара» — написал журналист ежемесячника The Skinny Дэйв Керр. «Ураган пощадил его студию, но угробил принявший его город, <…> Грег Дулли спустился в новые, более тёмные и глухие переулки, где воскресил гитарную драму 2003 года — Blackberry Belle» — заявил критик ресурса Pitchfork Стивен М. Дьюснер. «Здесь, как и на диске 2003 года, Blackberry Belle, Грег Дулли проливает немного света на тёмную сторону своей личности — альбом пронизан дожиганием наркозависимости» — заметил обозреватель The Independent Энди Гилл. «Хотя Powder Burns может документировать последний бой Грега Дулли с его внешними и внутренними демонами, это также идеальный саундтрек к чьей-то ночной деятельности — незаконной, может быть» — добавил рецензент сайта Drowned in Sound Ник Коуэн.

## Список композиций
| №   | Название                   | Длительность |
| --- | -------------------------- | ------------ |
| 1.  | «Toward the Waves»         | 0:49         |
| 2.  | «I’m Ready»                | 3:04         |
| 3.  | «There’s Been an Accident» | 5:17         |
| 4.  | «Bonnie Brae»              | 4:46         |
| 5.  | «Forty Dollars»            | 3:51         |
| 6.  | «Candy Cane Crawl»         | 4:27         |
| 7.  | «Underneath the Waves»     | 4:28         |
| 8.  | «My Time (Has Come)»       | 4:23         |
| 9.  | «Dead to Rights»           | 4:25         |
| 10. | «The Conversation»         | 3:04         |
| 11. | «Powder Burns»             | 5:52         |
| 12. | «I Wish I Was»             | 4:20         |